# Scontri di Martakert del 2000

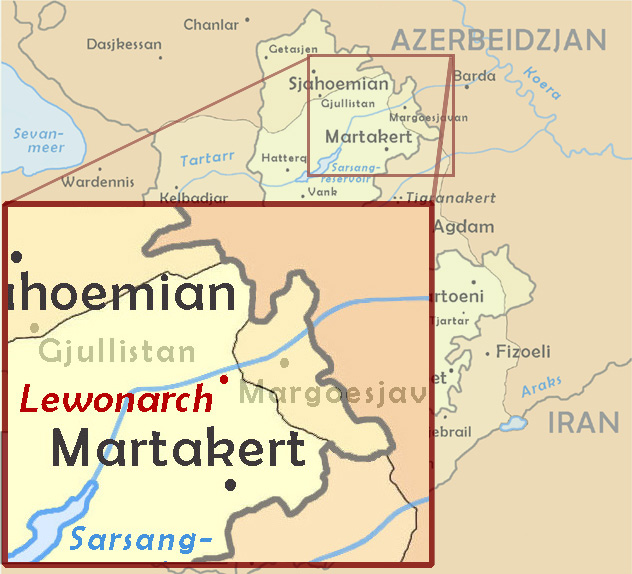
La zona degli scontri

Con l'espressione scontri di Martakert del 2000 ci si riferisce a gravi incidenti avvenuti nel marzo del 2000 lungo la linea di contatto tra Nagorno Karabakh ed Azerbaigian, nello stesso distretto che l'anno precedente aveva conosciuto un'altra grave violazione della tregua (scontri di Karmiravan del 1999).
Un tentativo di incursione azera nel territorio del Nagorno Karabakh avrebbe provocato almeno una quindicina di morti fra le file degli assalitori, mentre non è noto il numero delle vittime armene.